# Elena de Etiopía
Elena, en ge'ez ⴺlēni, a veces llamada la reina de Zeila, († 1522) fue una reina consorte de Etiopía por su matrimonio con Zara Yaqob, y posteriormente regente y gobernante durante varios de sus sucesores en los siglos XV y XVI, siendo una de las figuras más poderosas de la historia del país.

## Ascenso al poder y gobierno
Era la hija de un gärad musulmán del sur de Etiopía, tributario del Imperio cristiano y de nombre Mähmad, que reinaba sobre Hadiya. Fue dada en matrimonio en 1445, sin duda a una muy joven edad, al atsé (emperador) Zara Yaqob (que era polígamo). El matrimonio estaba destinado a mantener los vínculos del Imperio con Hadiya, que a pesar de la diferencia de religión era su aliado contra el sultanato de Adal. La nueva reina era conocida originalmente con el nombre de Ite Žaño Zela pero fue bautizada con el nombre cristiano de ⴺlēni. En la crónica de Zara Yaqob, se la mencionaba como Qäññ Bä'altiḥat («Reina de la Derecha»), la de mayor rango (Žaño Hayla era es su Gra Bä'altiḥat, «Reina de la Izquierda», esposa favorita, madre de sus hijas adoptivas). No obstante, no tuvo hijos lo que tal vez favoreció su influencia bajo varias reinas.
A la muerte de Zara Yaqob (1468) le sucedió su hijo Baeda Maryam (cuya madre era Șeyon, entonces ya fallecida). El nuevo emperador confirmó a Elena su título de Qäññ Bä'altiḥat, lo que ha hecho suponer tradicionalmente que se casó con ella. Durante una ceremonia donde su mujer Žaño Säyfa fue hecha Gra Bä'altiḥat, dio a Elena el nombre real de Admas Mogäsa («Belleza del diamante»), que había sido llevado por su propia madre. En la crónica de Baeda Maryam, se incluye un largo elogio de Elena (cocinera cumplida para la mesa real, versada en literatura, experta en derecho, llena de inteligencia en asuntos políticos), y se precisa que el soberano la consideraba como su madre. Durante el reinado de Baeda Maryam, Elena fue una de sus más preciadas consejeras, al punto de que Paul B. Henze la considera «corregente».
A la muerte de Baeda Maryam (1478), su hijo Eskender, de siete años, le sucedió. El palacio fue dominado entonces por la madre del nuevo soberano, Romnä Wärq (una de las cuatro esposas de Baeda Maryam), pero Elena recuperó su influencia tras ser esta expulsada en un golpe en 1486. Eskender murió durante una expedición militar a los veintidós años (el 7 de mayo de 1494). Elena quedó entonces en una situación muy favorable durante el breve reinado del emperador-niño Amda Seyon (hijo de Eskender) y después bajo el reinado de Naod (hermano menor de Eskender). Después de la muerte en batalla de Naod (31 de julio de 1508), desempeñó un papel decisivo junto con el Abouna Marqos para poner en el trono al hijo de Naod, Lebna Dengel, de doce años y ejercer la regencia.

## La embajada portuguesa
La época era muy peligrosa para el imperio cristiano de Etiopía, que se había debilitado desde el reinado de Zara Yaqob. La amenaza musulmana iba en aumento con la expansión en Oriente Próximo del Imperio otomano y los emiratos musulmanes del Cuerno de África y de Arabia acumulaban armas de fuego y ganaban en poder. Había en esa época varios occidentales que vivían en la corte etíope: el artista veneciano Niccolò Brancaleone (religioso llegado al país al principio de los años 1480) y el embajador portugués Pêro da Covilhã, enviado en la búsqueda del Preste Juan, llegado al comienzo de 1494 (poco antes de la muerte de Eskender) y luego retenido. Elena, interesada por sus relatos, era cercana a estos hombres. En 1508, los oficiales portugueses Tristán da Cunha y Afonso de Albuquerque enviaron tres hombres desde Socotra (el sacerdote João Gomes, João Sanches y el tunecino Sidi Mohammed). A pesar de las dificultades llegaron a la corte poco después de la muerte de Naod. Elena decidió establecer contacto con el rey Manuel I.
Escribió al rey portugués una carta confiada a un comerciante armenio de nombre Matthieu (Mateus en portugués), que viajaba con su mujer, su cuñado y sus servidores, y que, después de varias peripecias llegó en diciembre de 1512 a Goa, donde presentó la carta a Afonso de Albuquerque. Este la hizo embarcar a Lisboa, donde llegó en febrero de 1514. La carta de «la abuela del Preste Juan», acompañada de un fragmento de la Verdadera Cruz, causó sensación en la corte portuguesa. Damião de Góis publicó luego en latín un relato de la embajada del comerciante Matthieu con la carta que dio a conocer estos hechos en Europa. El rey Manuel I respondió con una embajada que además de Matthieu, incluía a su limosnero, el padre Francisco Álvares, que abandonó Lisboa el 7 de abril de 1515 pero que, sufriendo numerosas vicisitudes, no llegó a la corte etíope hasta octubre de 1520.

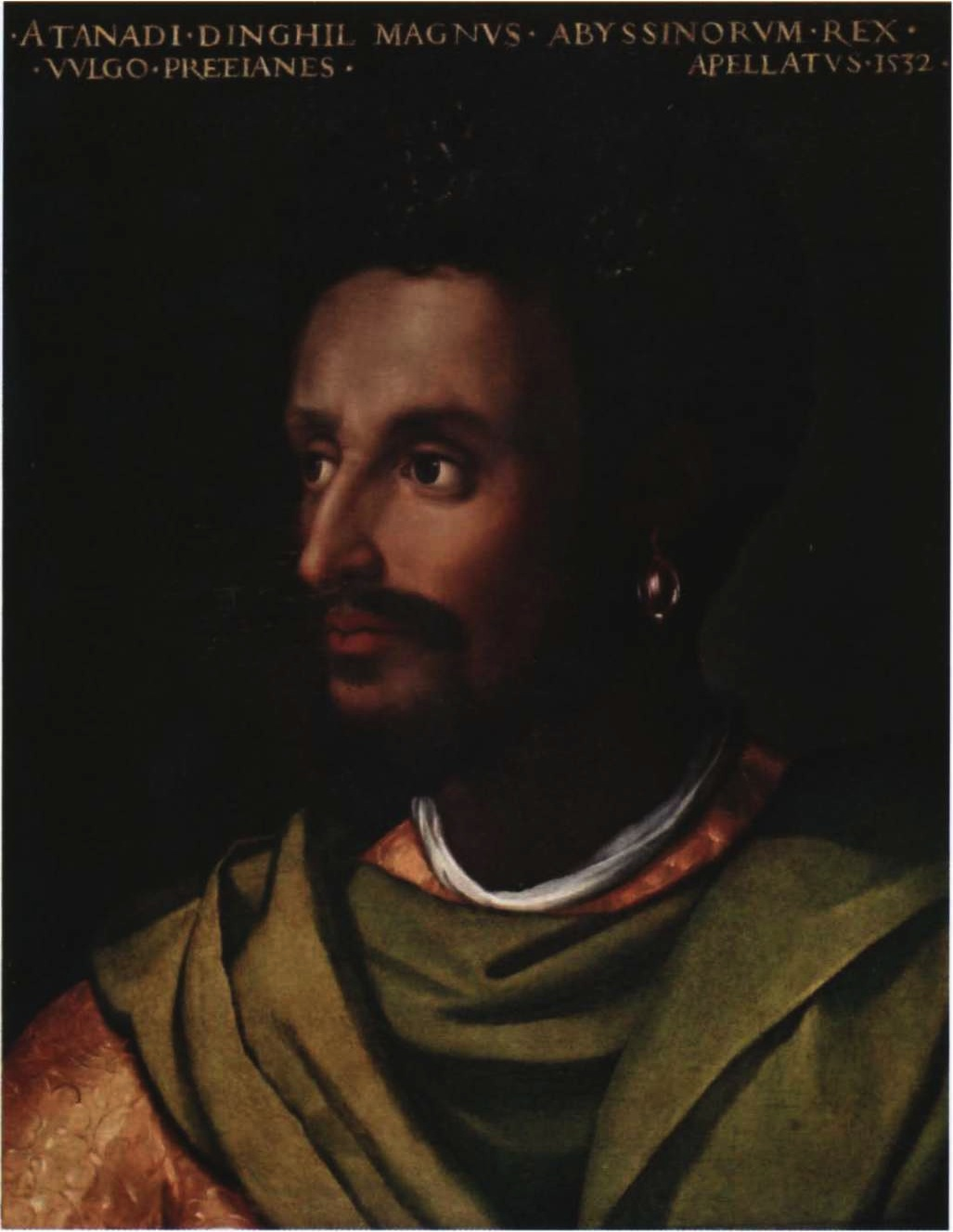
Lebna Dengel.

Durante este tiempo el joven emperador Lebna Dengel había crecido y acabado la regencia. Las tropas del sultanato de Adal (sobre todo Mahfouz, emir de Harar) llevaban a cabo incursiones cada vez más duras sobre el territorio del imperio cristiano, aprovechando la debilidad de los cristianos. En 1516 o 1517 (según las fuentes), contra los consejos de prudencia de su «abuela» Elena y de los consejeros del trono, el joven emperador se puso en campaña. Consiguió tender una emboscada a un ejército musulmán que incluía a Mahfouz y al mismísimo sultán Muhammad I. El emir logró la fuga del sultán con cuatro jinetes y luego propuso un combate singular con un campeón del emperador, Gabra Endreyas, donde perdió la vida. Lebna Dengel hizo llevar su cabeza como un trofeo y la exhibió luego en la corte, llegó hasta Dakkar, entonces capital del Adal, e incendió el palacio del sultán. Esta campaña coronada de éxito lo llenó de orgullo: se hizo llamar Weneg Seged, «El león ha sometido» (combinando una palabra ge'ez y una palabra harari). Cuando los portugueses se presentaron, en octubre de 1520, los recibió con reservas y tuvo en poco su oferta de alianza. Había discrepancia entre el emperador y la anciana Elena, que ya había sobrepasado los ochenta años de edad.
Elena no estaba en la corte durante la llegada de los portugueses pero presenció la misa navideña con ambas reinas, Naod Mogäsa y Säblä Wängel (madre y esposa del emperador) y luego una discusión sobre la religión con el padre Francisco Álvares, donde este último anotó que las preguntas venían tanto de las tres mujeres como del emperador mismo. El 18 de enero siguiente, asistió también, bajo un baldaquín blanco, a la celebración del temqät (epifanía). Se la registró también en una ceremonia de traslado de los huesos del difunto emperador Naod, donde cada una de las tres reinas tenía su propio baldaquín negro. Después se retiró a sus vastas propiedades en el Godjam. Habría muerto en abril de 1522, con más de ochenta y cinco años.
La noticia de su muerte llegó al padre Álvares mientras se encontraba en el patio: 

Dicen que desde que ha muerto todos han muerto, grandes y pequeños. Mientras vivía, todos vivían y estaban defendidos y protegidos. Ella era el padre y la madre de todos.

## Actividad intelectual y artística
Según el relato de Damião de Góis sobre los propósitos del obispo Șägga Zä'ab, la reina Elena sería la autora de dos selectos himnos en el honor de la Virgen: el Hoḥetä Berhan (Portadorera de la Luz) y la ⴺnzirä Säbhat (Arpa de Glorificación); pero estos poemas están atribuidos según otras fuentes al teólogo y poeta religioso Jorge de Sagla. Era igualmente muy versada en teología y habría escrito dos tratados: uno sobre la ley divina y otro sobre la Santa Trinidad y sobre la virginidad de María. Hizo igualmente traducir textos religiosos griegos o árabes al ge'ez.
Se le atribuye haber fundado, durante su regencia al principio del reinado de Lebna Dengel, la iglesia y el monasterio de Märṭulä Maryam en Gojjam. Esta región estaba entonces en proceso de cristinanización y la reina madre Naod Mogäsa fundó otro monasterio en las cercanías pero afiliado al de Däbrä Libanos (el del Itchégué). Elena, molesta con esta competición, afilió el suyo al rival Ewostatewos (partidario del doble sabbat). Construyó la iglesia en gran estilo, en piedra y madera con decoraciones y adornos de oro, en donde lo enterrararon. Pero el establecimiento fue saqueado inmediatamente después de su muerte, y luego otra vez durante la invasión del musulmán Ahmed Gragne en los años 1530 y de nuevo durante una incursión oromo en los años 1560. En tal fecha, ya no quedaba nada. No obstante, según el jesuita Manual de Almeida (que llegó a la corte de Etiopía en 1624), los objetos más preciosos habían sido conservados y eran poseídos siempre por el emperador Susneyos: 

Las decoraciones eran ricas, cuentan. Había cálices y patenas de un gran peso y dos piedras de altar en oro macizo. [...] Soy testigo porque estos objetos fueron salvados y llegaron a las manos del emperador Seltan Seged (Susneyos), que los dejó en nuestra casa, destinados a la restauración de la iglesia

Susneyos reconstruyó pues el edificio hacia el final de su reinado.